# Klan Jamana
Klan Jamana (japonsky: 山名氏, Jamanaudži) patřil k nejvýznamnějším a nejsilnějším klanům období Muromači. Ve svém vrcholném období ovládali jeho členové s titulem šugo jedenáct provincií. Původ klanu lze hledat v provincii Kózuke s pozdějším přesunem ohniska do provincie Inaba. Klan se hlásil k dědictví rodové linie Gendži Seiwa a částečně také odvozoval svůj původ od Jošišigeho Minamota, mezi jehož vazaly (gokenin) se počítal.
Klan Jamana byl jednou z hlavních sil bojujících ve prospěch šógunátu Ašikaga. To je ostatně také důvodem, proč si podržel silné postavení také při otřesech během a po válce Ónin (1467–1477). A je to i příčina rozmachu klanu. Z původních pěti provincií (1363) rychlým vzestupem moci dosáhli kontroly jedenácti provincií. Přes dosavadní loajalitu vůči šógunovu stolci však sílila nespokojenost uvnitř klanu s politikou Ašikagů, což vyústilo roku 1391 v otevřenou rebelii vůči šógunovi. Tato nešťastná epizoda skončila fiaskem klanu, který přišel o významnou část svých držav, jež se podařilo s velkým úsilím získat zpět až v roce 1441 za nezměrného úsilí dějinně nejvýznamnější postavy, Sózena Jamany.
Toto pochybení ve vztazích otevřelo cestu k šógunovi dalším významným klanům, Hosokawům a Hatakejamům. Vzájemná rivalita mezi klany, zejména mezi Jamany a Hosokawy způsobila několik ozbrojených konfliktů a během několika let přerostla v otevřenou válku – válku Ónin. Po jejím formálním ukončení a krátkém období míru ztratil klan podstatnou část svých držav a také politického vlivu. Jejich možnosti se de facto scvrkly na významné části provincie Inaba, které zůstaly klanu až do konce období Edo, tedy do konce šógunátu Tokugawa.